# Sebt Ennabour
Sebt Ennabour (en àrab سبت النابور, Sabt an-Nābūr; en amazic ⵙⴱⵜ ⵏⵏⴰⴱⵓⵔⵔ) és una comuna rural de la província de Sidi Ifni, a la regió de Guelmim-Oued Noun, al Marroc. Segons el cens de 2014 tenia una població total de 7.222 persones.